# Astéroïde de type K

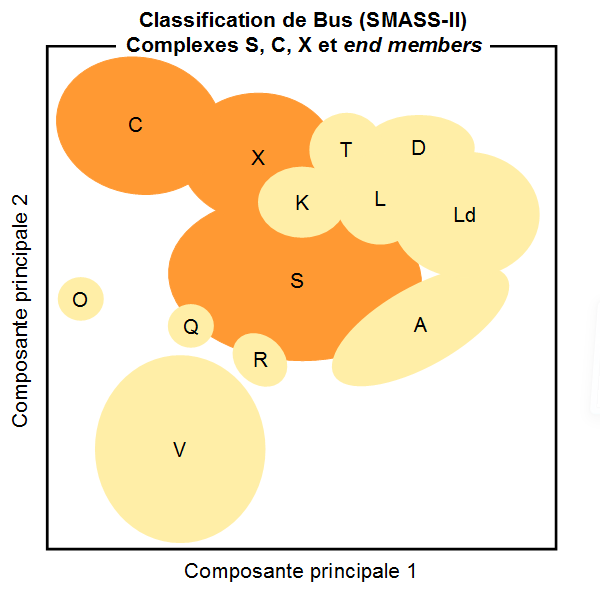
Complexes S, C et X et autres types dans l'espace des composantes 1 et 2 de la classification de Bus.

Le type K (ou classe K) est un type d'astéroïdes qui apparait dans les deux classifications spectrales de Bus (ou SMASS-II) (1999) et Bus-DeMeo (2009). C'est l'une des petites classes situées en périphérie (dans l'espace des données spectrales) des trois grands « complexes » S, C, et X. Ce type n'existe pas dans la classification de Tholen (1984).
À fin 2023, la base de données « Small-Body Database » du Jet Propulsion Laboratory compte 1666 astéroïdes pour lesquels le type SMASS-II (classification de Bus) est renseigné, dont 38 astéroïdes appartenant au type K (2 %),.

## Historique
Le type K a été introduit en 1988 par Jeffrey F. Bell dans le cadre de ses travaux basés sur les récentes données de l'enquête 52-Color Asteroid Survey (avec des spectres étendus côté infrarouge), qui l'ont conduit à identifier les particularités de plusieurs membres de la famille d'Éos (faible absorption vers 1 μm les rapprochant du type S et spectre assez plat dans l'infrarouge les rapprochant du type C),.

## Propriétés

### Description spectrale
Les astéroïdes de type K sont schématiquement caractérisés par un gradient moyennement rouge dans le visible avec un maximum vers 0,7 μm, une large bande d'absorption peu profonde vers 1 μm, puis un spectre relativement plat après 1,5 μm. Comparés aux astéroïdes de type L avec lesquels ils partagent certaines similitudes, leur spectre est moins rouge dans le visible et le creux d'absorption vers 1 μm est plus significatif. Ils sont tendanciellement sombres[réf. nécessaire].

### Hypothèses de composition et de liens avec les météorites
Leur spectre ressemble à celui des chondrites carbonées de type CV et CO[réf. nécessaire].

### Situation dans le Système solaire et hypothèses d'origine
La famille d'Éos qui a inspiré la création du type K est située dans la partie externe de la ceinture principale d'astéroïdes. À fin 2023, sur 37 astéroïdes classés de type K (au sens de la classification de Bus) dans la base de données « Small-Body Database » (SBDB) du Jet Propulsion Laboratory, 31 appartiennent à la ceinture principale, les autres étant des géocroiseurs (au sens large).

## Exploration
À ce jour (2023), aucune sonde spatiale n'a survolé d'astéroïde appartenant au type K.